# Čierne Kľačany
Čierne Kľačany (deutsch Klatschan, ungarisch Feketekelecsény) ist eine Gemeinde in der Westslowakei mit 1158 Einwohnern (Stand 31. Dezember 2024).

## Allgemeines
Sie liegt im Donauhügelland beidseitig des Baches Širočina nahe dem Gebirgszug Pohronský Inovec, etwa 5 km von Zlaté Moravce und 32 km von Nitra entfernt.
Nachbargemeinden sind Zlaté Moravce im Westen und Norden, Volkovce im Osten und Veľké Vozokany im Süden.
Der Ort wurde 1209 erstmals als villa Chelecen schriftlich erwähnt.
Beim Bau der Schnellstraße R1 wurde eine 7000 Jahre alte Siedlung entdeckt. Bereits in früheren Jahren wurde eine Grabstätte mit mehr als 200 Gräbern aus dem 11. Jahrhundert, sowie eine Pyxis aus Elfenbein, die aus dem 5. Jahrhundert stammt, entdeckt.

## Bevölkerung
| Jahr                | 1994 | 2004    | 2014    | 2024    |
| ------------------- | ---- | ------- | ------- | ------- |
| Anzahl der Personen | 1125 | 1115    | 1104    | 1158    |
| Unterschied         |      | −0,88 % | −0,98 % | +4,89 % |

| Jahr                | 2023 | 2024    |
| ------------------- | ---- | ------- |
| Anzahl der Personen | 1175 | 1158    |
| Unterschied         |      | −1,44 % |

Gemäß der Volkszählung 2011 wohnten in Čierne Kľačany 1084 Einwohner, davon 1057 Slowaken, vier Magyaren und jeweils ein Russe und Tscheche. 21 Einwohner machten diesbezüglich keine Angabe. 1027 Einwohner bekannten sich zur römisch-katholischen Kirche, zwei Einwohner zur griechisch-katholischen Kirche und jeweils ein Einwohner zur evangelisch-methodistischen Kirche und zur orthodoxen Kirche. 29 Einwohner waren konfessionslos und bei 24 Einwohnern wurde die Konfession nicht ermittelt.

## Bauwerke
- Römisch-katholische Kirche im Barockstil aus dem Jahr 1777